# Krzysztof (Tsiakas)
Krzysztof, nazwisko świeckie Tsiakas (ur. 4 kwietnia 1964 w Pelendri) – cypryjski biskup prawosławny.

## Życiorys
W 1982 ukończył liceum w Limassol. W 1984, po odbyciu zasadniczej służby wojskowej, podjął studia na wydziale teologicznym uniwersytetu w Atenach, które ukończył w 1988. W 1990 został wyświęcony na diakona, zaś w 1991 na kapłana. Wstąpił wówczas do klasztoru Troodhitissa. Od 1992 do 1995 podyplomowo studiował patrologię na uniwersytecie w Durham. Swoją pracę końcową poświęcił ujęciu problemów ortodoksji i herezji przez św. Epifaniusza z Salaminy.
Od 1990 wielokrotnie reprezentował Kościół Cypryjski na konferencjach i seminariach poświęconych problemom herezji i grup pseudoreligijnych. Jest autorem szeregu publikacji poświęconych problemom herezji, w tym słownika encyklopedycznego religii, herezji, grup niechrześcijańskich i współczesnych ruchów ideologicznych.
22 maja 2007 Święty Synod Cypryjskiego Kościoła Prawosławnego wybrał go na pierwszego ordynariusza nowo powołanej eparchii Karpasii. 3 czerwca tego samego roku miała miejsce jego chirotonia biskupia.